# Kastell Voinești

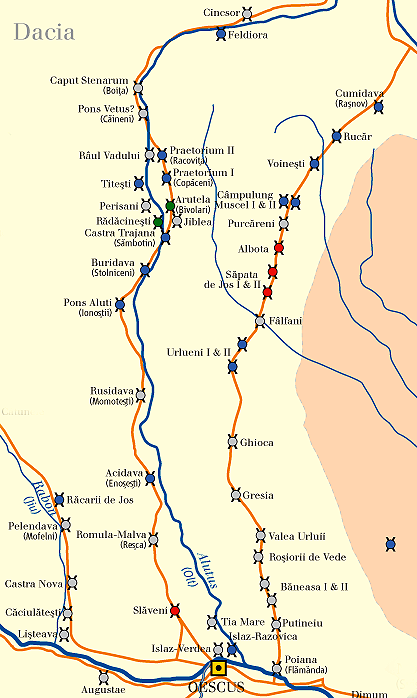
Kastell Voinești im Verlauf des Limes Transalutanus (rechts)

Das Kastell Voinești ist ein römisches Hilfstruppenkastell auf dem Gebiet des zur Gemeinde Lerești gehörenden Dorfes Voinești im rumänischen Kreis Argeș in der Region Muntenien. Die Gemeinde selbst gehört zum Stadtgebiet von Câmpulung. In antiker Zeit war das Militärlager ein Bestandteil des Dakischen Limes, konkret des Abschnittes Limes Transalutanus (Transalutanischer Limes; Limes jenseits des Olt). Administrativ gehörte es zur Provinz Dacia inferior und später zur Dacia Malvensis. Gemeinsam mit insgesamt 277 Stätten des Dakischen Limes wurde das Kastell Voinești 2024 zum UNESCO-Weltkulturerbe erhoben.

## Lage
Das Militärlager wurde östlich des heutigen Dorfes an einer „Malul lui Cocoș – Măilătoaia“ genannten Stelle entdeckt. Es liegt auf dem westlichen Teil eines Hochplateaus, dessen Rand durch das Tal des Râul Târgului (sog. Valea Redei, Reda-Tal) geschnitten wird, wodurch das Kastell teilweise zerstört ist. Verkehrsgeografisch liegt der Bereich am südlichen Zugang zum Pasul Bran (deutsch: Törzburg-Pass). Dort treffen zwei wichtige Verkehrswege aufeinander. Einer verläuft das Tal des Târglui hinauf zum Pass, der zweite in das Tal des Dâmboviţa, das vor der römischen Okkupation von der befestigten dakischen Siedlung Cetățeni kontrolliert wurde. Erst 2019 wurde zudem die dakische Fliehburg Valea Mare Pravăţ entdeckt, die nur rund 1,3 km Luftlinie ostsüdöstlich entfernt liegt. Die Lage des Kastells gewährte die Möglichkeit, sowohl die Straße, die das Tal des Târglui hinaufführte, als auch das Gebiet östlich von Voinești zu kontrollieren.

## Forschungsgeschichte
Das Lager wurde 1969 durch die beiden Lehrer Marian Bădescu und Constantin Becleanu von der Schule in Voineşti entdeckt. 1973 und 1979 wurden Sondierungen zur Verifizierung der Befunde vorgenommen. Wissenschaftliche Untersuchungen erfolgten erstmals 1980 durch Constantin C. Petolescu. Auch der Entdecker Bădescu kümmerte sich zwischen 1980 und 1990 weiterhin ehrenamtlich um den Garnisonsplatz. Systematische Erforschungen wurden ab 2013 durchgeführt und dauern bis heute an. An ihnen waren und sind das Institutul de Arheologie „Vasile Pârvan” (Archäologisches Institut „Vasile Pârvan”) aus Bukarest und das Muzeul Județean Argeș (Kreismuseum Argeș) aus Pitești beteiligt. Die leitenden Archäologen waren bisher Constantin C. Petolescu, Florian Matei-Popescu, Ion Dumitrescu und Mădălina Sava-Moise.

## Archäologische Befunde
Der archäologische Komplex besteht aus dem Kastell und den Kastellthermen. Hiervon konnte bislang das Kastell nur unzureichend, das Kastellbad etwas besser untersucht werden.

### Kastell
Das Kastell Voinești ist ein Steinkastell, dessen Umfang nicht mehr genau bestimmt werden kann. Auch bezüglich seiner Ausrichtung und inneren Struktur gibt es zahlreiche offene Fragen. Geschützt wurde es durch eine 1,15 m dicke Mauer, die in der Technik des Opus incertum konstruiert war. Vor der Mauer verlief als Annäherungshindernis ein einfacher Graben.
Die im Bereich des Kastells entdeckten Ziegel sind zum Teil mit Stempeln der Legio XI Claudia und der Cohors I Flavia Commagenorum versehen. Dadurch lässt sich die Kaserne laut der Epigraphik-Datenbank Clauss-Slaby auf die Zeit des Hadrian (117–138) datieren, auch wenn die vor Ort tätigen Archäologen eine trajanische Datierung bevorzugen, also davon ausgehen, dass das Lager bereits in der Zeit der römischen Okkupation entstanden sein könnte. Sie gehen davon aus, dass die Anlagen zur Sicherung des Bran-Passes aus strategischen Gründen bereits während der Dakerkriege angelegt wurden und dann (noch oder wieder) im dritten Jahrhundert besetzt waren. Als Terminus post quem ist jedoch zumindest vorläufig ein Sesterz des Hadrian (117–138) zu betrachten, der in den Jahren 118/119 geprägt worden war. Wie auch immer: es ist nicht davon auszugehen, dass Vexillationen dieser beiden Verbände in Voinești als feste Stammeinheiten dienten, sondern dass sie einen gemischten oder sich gegenseitig ablösenden Bautrupp zur Errichtung des Lagers stellten.

### Thermen
Rund 40 Meter südöstlich des Kastells wurden die Kastellthermen entdeckt, das öffentliche Badegebäude, zu dem die Soldaten kostenlosen Zutritt hatten, das aber auch von der Zivilbevölkerung gegen geringes Entgelt aufgesucht werden konnte und das daher auch ein soziales Zentrum darstellte. Der nordöstliche Teil dieses Badehauses wurde 1986 zerstört, als eine Pipeline zur Wasserversorgung der Stadt Câmpulung Muscel verlegt wurde. Später konnte jedoch ein Teil der Südseite des Badehauses freigelegt werden, wo ein Wasserbecken und die Hypokaustanlage entdeckt wurden. Das Badehaus bestand aus zwei annähernd westöstlich ausgerichteten Raumfluchten, deren südliche zwei und deren nördliche drei Räume umfasste. Der südwestliche Raum, möglicherweise das Caldarium, besaß Innenmaße von 7,20 m mal 5,80 m (42 m²). Sein Boden besaß eine Mächtigkeit von 35 cm, die sich aus zwei verschiedenen Schichten zusammensetzten, einer mörtelgebundenen Steinschicht (aus 60 cm mal 60 cm mal 7 cm großen Ziegelsteinen), auf die eine mit fein zerkleinerten Ziegelsplittern vermischte Mörtelschicht (Opus signinum) aufgetragen wurde. Opus signinum war auch (in einer Dicke von 7 cm) auf die Wände des Warmwasserbeckens aufgetragen. Die Pfeiler der Suspensura bestanden aus 28 cm mal 28 cm mal 7 cm messenden Ziegelplatten, die zu einer Höhe von rund 0,90 m aufgestapelt waren. Von dieser Pfeilerhöhe sind aber nur noch jeweils ein bis vier Platten erhalten. Die Pfeiler waren in einem Abstand von 30 cm zueinander gesetzt und ruhten an ihrer Basis auf einer Schicht von gut verdichtetem Kies. An der Südseite, auf dem Niveau des Beckenbodens, war ein Wasserabflusskanal installiert worden. Die Ableitung des Wassers erfolgte zunächst über ein durch die Wand führendes Tonrohr, das an der Außenseite in eine quadratische Kanalmündung (25 cm mal 25 cm) überging.
Östlich des mutmaßlichen Caldariums befand sich ein kleinerer Raum mit den Innenmaßen von 3,5 m mal 3,0 m (10,5 m²). An dessen südlicher Seite befand sich ein kleiner Ofen (Fornax), der vom außen angebrachten Praefurnium (Feuerungsraum) beheizt wurde. Von diesem Raum aus führte auch ein Heizungskanal aus Ziegeln in den mittleren Raum der zweiten Raumflucht.
Der westliche Raum der nördlichen Raumflucht besaß die Innenmaße von 6,20 m mal 5,60 m (35 m²) und war wie der südlich angrenzende hypokaustiert. Auf seiner Südseite befanden sich zwei Öffnungen in der Wand, um die Zirkulation warmer Luft zwischen den beiden Räumen zu ermöglichen. Eine der Öffnungen ist sehr gut erhalten und weist eine lichte Weite von 0,90 m und eine Höhe von etwa einem Meter auf. Die Breite der Trennwand zwischen den Räumen beträgt 25 cm. Auf der Nordseite des Raumes konnte ein Eingang mit einer Durchlassweite von 1,05 m festgestellt werden.
Östlich dieses Raumes befindet sich ein weiterer, 7,90 m mal 5,60 m (44 m²) messender Raum, dessen Wände weiß verputzt sind. Auch an dessen Nordseite konnten die Reste eines möglichen Eingangs beobachtet werden. An seiner nordöstlichen Ecke schließt diese Raumflucht mit einem kleineren Raum mit einer Apsis ab, dessen Maße aber aufgrund der Zerstörungen durch den Kanalbau nicht mehr bestimmt werden können.

### Marschlager Lereşti – Dealul Trandafir
Nördlich des Kastells Voineşti, auf einem zum Gebiet des Dorfes Lereşti gehörenden Gebirgskamm, wurde 2019 ein Marschlager entdeckt. Da derselbe Platz im Ersten Weltkrieg von rumänischen Truppen als Stellung benutzt worden war, war der Zustand entsprechend. Die römischen Verteidigungsgräben waren zum Teil von den Weltkriegssoldaten schlicht verbreitert worden. Zahlreiche umherliegende Munition erschwerte die Arbeiten zusätzlich. Das Kastell scheint einen trapezförmigen Grundriss besessen zu haben und wurde vermutlich nicht gänzlich fertiggestellt, da auf weiten Strecken der Nordostseite der Graben kaum ausgeführt worden war.

## Fundverbleib und Denkmalschutz
Die Aufbewahrung und Präsentation der Funde erfolgt im Muzeul Județean Argeș (Kreismuseum Argeș) in Piteşti.
Die gesamten archäologischen Stätten sind nach dem 2001 verabschiedeten Gesetz Nr. 422/2001 als historische Denkmäler unter Schutz gestellt. Das Gelände ist mit dem LMI-Code AG-I-s-A-13387 in der nationalen Liste der historischen Monumente (Lista Monumentelor Istorice) eingetragen. Der entsprechende RAN-Code lautet 16935.01. Zuständig ist das Ministerium für Kultur und nationales Erbe (Ministerul Culturii și Patrimoniului Național), insbesondere das Generaldirektorat für nationales Kulturerbe, die Abteilung für bildende Kunst und die Nationale Kommission für historische Denkmäler sowie weitere, dem Ministerium untergeordnete Institutionen. Ungenehmigte Ausgrabungen sowie die Ausfuhr von antiken Gegenständen sind in Rumänien verboten.